# Eric Posner
Eric Andrew Posner (Chicago, Illinois, 5 de dezembro de 1965) é um professor de direito norte-americano na Faculdade de Direito da Universidade de Chicago. Ele é professor de direito internacional, direito dos contratos e falência, entre outras áreas. Em 2014, ele foi apontado como um dos professores de direito mais citados nos Estados Unidos, atrás apenas de Cass Sunstein, Erwin Chemerinsky e Richard Epstein e tem sido apontado como o principal professor de direito em atividade quando se trata de Law and Economics.
Eric é filho do ex-juiz do Circuito Federal e filósofo do direito Richard Posner.

## Educação
Posner estudou na Universidade de Yale (em filosofia) e recebeu seu diploma de Direito da Faculdade de Direito de Harvard em 1991. Ele trabalhou para o juiz Stephen F. Williams do United States Court of Appeals for the District of Columbia Circuit (D.C. Cir.).

## Carreira
Em 1998, Eric Posner se tornou professor de Direito na Universidade de Chicago. Nesta universidade, também atuou como editor da Revista The Journal of Legal Studies, revista criada em 1972 pelo seu pai Richard Posner, até o ano de 2011.
Dentre seus livros publicados, estão Law and Social Norms (Harvard University Press, 2000), The Limits of International Law  (com Jack Goldsmith) (Oxford University Press, 2005), Contract Law and Theory (Aspen 2011) e The Twilight of Human Rights Law (Oxford University Press 2014).
Em 2015, foi um dos cofundadores da editora The New Rambler.

Além de seus escritos sobre Direito Internacional e Direito Comercial, Eric Posner tem se preocupado com uma metodologia a respeito das relações entre normas sociais e normas jurídicas sob o ponto de vista econômico.